# جيمس هونسن
جيمس هونسن (بالصينية: 夏志明) (26 ديسمبر 1992 بميدلزبرة في المملكة المتحدة - ) هو لاعب كرة قدم صيني في مركز جناح ‏. شارك مع منتخب هونغ كونغ تحت 23 سنة لكرة القدم ومنتخب هونغ كونغ لكرة القدم. أما مع النوادي، فقد لعب مع نادي سون هي ونادي كيتشي وHong Kong FC (football) ‏ وMetro Gallery FC ‏ وهونغ كونغ رينجرز وSouthern District FC ‏ وShatin SA ‏.

## وصلات خارجية
- جيمس هونسن على موقع قاعدة بيانات كرة القدم.إي يو (الإنجليزية)
- جيمس هونسن على موقع ناشيونال فوتبول تيمز (الإنجليزية)
- جيمس هونسن على موقع Soccerway.com (الإنجليزية)